# OpenServer

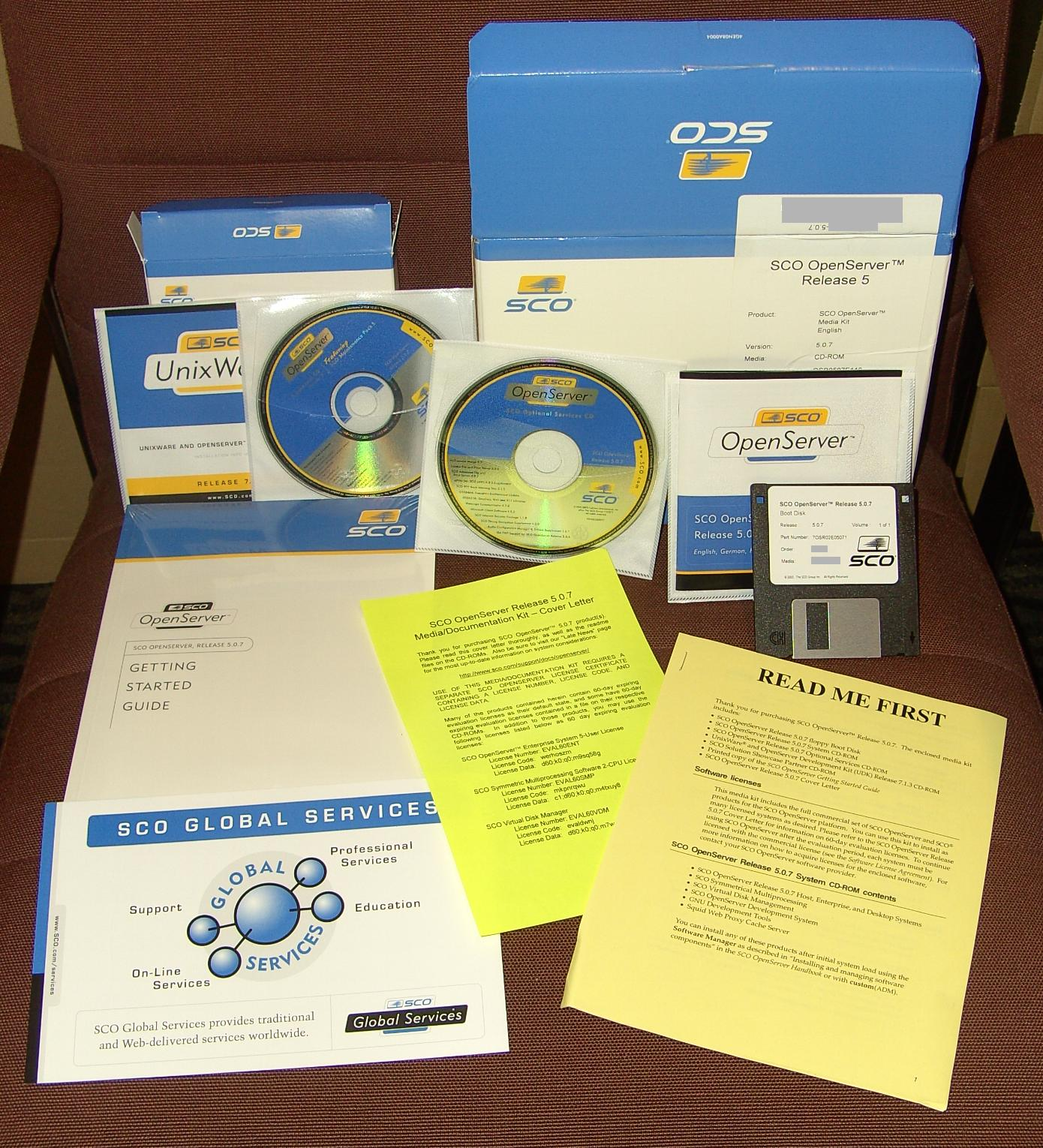
SCO OpenServer Release 5.0.7 套裝

OpenServer，曾稱為SCO UNIX、SCO OpenDesktop或SCO ODT，是由聖克魯茲公司開發出來的專有作業系統，曾被 SCO Group 收購，現時由 Xinuos 擁有。

## 歷史
OpenServer 的前身是SCO UNIX/SCO Open Desktop，而SCO UNIX/SCO OpenDesktop是Microsoft Xenix的變種，由UNIX System V Release 3.2 引入，其中包含了Xenix設備驅動程式和實用程式。
後期版本的OpenServer 10則基於FreeBSD。

### SCO UNIX/SCO OpenDesktop
SCO Xenix之後商業後繼版本SCO UNIX System V/386 Release 3.2.0 於1989年發行，當時版本中並無包含內置 TCP/IP 以及 X Window系统圖像，並以附加套件提供。發佈後 SCO公司 又發佈了 SCO Open Desktop (ODT)。在1994年，SMP 組件SCO MPX 發行。同時，AT&T完成了將Xenix、BSD、SunOS和UNIX System V Release 3功能合併到UNIX System V Release 4中，而SCO UNIX依然基於System V Release 3 但最終也添加了自己發行的Release 4的大多數功能。
SCO UNIX 3.2v4.0 和 Open Desktop 2.0 在1992發行，這些版本都增加了對長檔案名及符號連結的支援。而1995發行的OpenServer 5.0.0，則增加對ELF和動態鏈接的共享對象支援，並使許多內核結構動態化。

### SCO OpenServer
SCO OpenServer 主要取向於中小企市場，尤其廣泛用於小型辦公室、POS系統、複製站台(Replicated sites)以及後台數據庫服務器。
1995發佈的SCO OpenServer 5成為SCO公司的主要基礎產品，如首間與必勝客合作完成的網上食物外賣系統 PizzaNet 以及基於Open Desktop Lite的網上版伺服器 SCO Global Access。直至2009年4月，SCO公司依然為 SCO OpenServer 5 提供系統維護及重大更新。
SCO OpenServer 6在2005年發佈，使用UnixWare 7 的 UNIX System V Release 5 內核，是AT&T公司 的 UNIX System V Release 4.2MP 及 UnixWare 操作系統，包括了對大型文件、增加記憶體及提供通過POSIX介面為C、C++和Java應用程式的多線程內核支援。

### 與UnixWare的合併
為了在OpenServer中重用UnixWare中的某些代碼，SCO收購了從1995年Novell發行的UnixWare系統以及System V Release 4的版權。自此之後從UNIX System V Release 6開始加入了UDI驅動程式和USB子寫入系統的框架。
於2000年8月2日，SCO宣佈其服務器軟件和服務部門以及UnixWare和OpenServer技術出售給Caldera Systems, Inc.。而SCO的其餘分部，即Tarantella Division，隨即更名為Tarantella, Inc.。而Caldera Systems, Inc.則成為Caldera International，並在2002年更名為SCO Group。

### SCO Group 時期
SCO Group繼續開發和維護OpenServer系統。最新的版本是5.0.7，但他們目前繼續維護從3.2v5.0.x版本已經過時的5.0.x分支。
2005年6月22日，代號"Legend"的OpenServer 6.0發佈，是6.0.x分支的首個版本。OpenServer 6擁有對於OpenServer 5的一些改進，包括對稱多處理(最多支持32個處理器)，分區上文件大小(通過NFSv3支援較大的網絡文件)，更好的文件系統性能以及最大64 GB的記憶體的支援，並為Xenix 286及更高版本開發的應用程式保持向後兼容性。
在一輪SCO-Linux爭議之後，SCO Group於2011年破產。

### UnXis / Xinuos (2011-現在)
UnServer在2011年收購了OpenServer以及UnixWare，之後更名為Xinuos。
2015年6月，Xinuos發布基於FreeBSD核心的OpenServer 10，這為使用舊版OS產品的現有客戶引入了遷移的途徑。
在2015年12月，Xinuos發布了OpenServer 5、OpenServer 6和UnixWare 7的「最終版本」(Definitive versions)，在2017年12月發布了OpenServer 6和UnixWare 7 的 Definitive 2018 版本，並於2018年10月發布了OpenServer 5 的 Definitive 2018 版本。
Definitive 2018 版本可以確保對舊版OS進行更新並支援保護客戶需要繼續運行的應用程式，其中包含對發佈的Definitive版本的重大更新以及即將發布的更新開發套件。
Xinous直至現時繼續為新的OpenServer 10提供更新，並在2019年開發第12個發佈版本的OpenServer 10。